# A1 Bulgária
Az A1 Bulgária (bolgárul: А1 България) egy, az A1 Telekom Austria Csoport tulajdonában lévő bulgáriai távközlési vállalat.

## Története
A cég 1994-ben alakult, és Bulgária első mobilszolgáltatója volt. Az A1 Telekom Austria Csoport vásárolta meg 2005-ben. A vállalat az "Mobiltel" nevet 2018-ban A1-re változtatta, hogy összhangba kerüljön a globális A1 márkával. Az A1 az egyik vezető távközlési szolgáltató az országban, amely mobiltelefonos, internetes és televíziós szolgáltatásokat kínál.